# Вильялобос, Кармен
Йо́рли Дель Ка́рмен Вильяло́бос Барриос (исп. Yorley Del Carmen Villalobos Barrios); родилась 13 июля 1983 года, Барранкилья, Колумбия) — колумбийская актриса.

## Биография
С детства Кармен мечтала стать актрисой. Она училась и работала в театре им. Хулио Сесара в Колумбии. После, благодаря своему отцу, Кармен попадает на телевидение в детское шоу на телеканале Caracol под названием «Club 10». Широкую известность в США и странах Латинской Америки актриса получила благодаря телесериалам американской телекомпании Telemundo Internacional. Впервые Кармен попала в компанию в 2005 году, получив роль слепой девушки Тринидад Айала в сериале «La Tormenta». В 2006 году Кармен была приглашена в сериал «Amores (de Mercado)», где сыграла роль Бетти Гутьеррес. Мировое признание актриса получила исполнив роль амбициозной проститутки Каталины Сантаны в нашумевшем сериале «Sin Senos no hay Paraíso». Это была её первая главная роль на телевидении. После грандиозного успеха телесериала в США, странах Латинской Америки и Европы, Кармен заключает трёхлетний, эксклюзивный контракт с Telemundo, после чего приступает к съёмкам в сериале «Niños Ricos, Pobres Padres», где тоже исполняет главную роль. 2009 год стал самым успешным для карьеры актрисы. Кармен попала в список 50-ти самых красивых людей по мнению журнала «People en Español» в 2009 году. В марте 2010 года актриса приняла участие в съёмках трейлера к планировавшемуся ремейку сериала «Я люблю Пакиту Гальего» совместного производства компаний Telemundo и RTI Colombia, где Кармен должна была исполнить главную роль Пакиты Гальего. На ежегодном собрании директоров в Майами, было принято решение закрыть проект, и съёмки сериала были отменены. Весной 2010 года, актриса получила предложение от Telemundo на съёмки в новом сериале о наркотраффике «Ojo por Ojo» по роману «Леопард на солнце» Лауры Рестрепо, где она сыграла одну из главных ролей. Но сериал так и не увидел свет на родине в США из-за решения принятого компанией. Весной 2011 Кармен отправилась в Майами чтобы вернуться к Паките Гальего в новом формате. Telemundo приняли решение разморозить проект и экранизировать его в современном стиле на территории США. Кармен, как и планировалось изначально, будет исполнять главную роль. С 2013 года Кармен играет роль офицера Колумбийской полиции в сериале «Повелитель Небес» начиная с первого сезона.

## Личная жизнь
Родилась в семье Педро Вильялобоса и Бетти Барриос. У Кармен есть младший брат Роберт Вильялобос.
Встречалась с актёром Себастьяном Кайседо с 2008 года и вышла замуж за него 18 октября 2019 года в Картахене, развелась в 2022 году.

## Фильмография
| Год       | Название сериала              | Персонаж                                                  |
| --------- | ----------------------------- | --------------------------------------------------------- |
| 2022-     | Paro de mi corazón            | Юрани Лопес                                               |
| 2022-     | Hasta que la plata nos separe | Алехандра Мальдонадо                                      |
| 2021      | Café con aroma de mujer       | Лючия Санклементе де Вальехо                              |
| 2019      | El final del paraíso          | Каталина Сантана де Баррера                               |
| 2016-2019 | Sin senos sí hay paraíso      | Каталина Сантана де Баррера / Вирхиния Фернандес де Санин |
| 2013-2015 | El Señor de los Cielos        | Леонор Бальестерос                                        |
| 2012      | Made in Cartagena             | Флора Мария Диас                                          |
| 2011      | Mi Corazón Insiste            | Лола Волькан                                              |
| 2010      | Ojo por ojo                   | Надя Монсальве                                            |
| 2009      | Niños Ricos, Pobres Padres    | Алехандра Пас                                             |
| 2008      | Sin Senos no hay Paraíso      | Каталина Сантана                                          |
| 2007      | Nadie es eterno en el mundo   | Карен                                                     |
| 2006      | Amores (de Mercado)           | Беатрис «Бетти» Гутьеррес                                 |
| 2006      | Decisiones                    | Даниэла                                                   |
| 2005      | La Tormenta                   | Тринидад Айала                                            |
| 2005      | Decisiones                    | Наталья                                                   |
| 2004      | Dora, La Celadora             | Каталина Урданета                                         |
| 2003      | Amor a la Plancha             | Эрнестина «Нина» Пулидо                                   |
| 1999      | Club 10                       | Аби                                                       |